# 은곡서당
은곡서당(隱谷書堂)은 경상북도 안동시 송천동에 있는 서당이다. 1973년 8월 31일 경상북도의 유형문화재 제36호로 지정되었다.

## 개요
은곡 박진이 지은 서당으로, 조선 중종 32년(1537) 임하면 천전동에 처음 지었다. 이후 오랜동안 황폐해 있던 것을 인조 23년(1645)에 여러 유림들이 다시 지었으며, 1974년 안동댐 수몰로 인해 지금의 위치로 옮겼다.
건물은 서당채와 살림채의 2동이 남아 있다. 서당채는 앞면 4칸·옆면 2칸규모의 ㅡ자형 구조이며, 지붕 옆면이 여덟 팔(八)자 모양인 팔작지붕집이다.
앞쪽에 위치한 부속건물인 살림채는 앞면 7칸·옆면 3칸 규모의 ㄷ자형 구조를 보이고 있다.

## 참고 문헌
- 은곡서당 - 국가유산청 국가유산포털